# إميليو غوتيريز
إميليو غوتيريز (بالإسبانية: Emilio Gutiérrez)‏ هو صحفي مكسيكي، ولد في 1963.